# Campionato d'Asia per club 1995
Il Campionato d'Asia per Club 1995 venne vinto dall'Ilhwa Chunma (Corea del Sud).

## Primo turno

### Asia Occidentale
| Squadra 1           | Totale | Squadra 2              | Andata  | Ritorno |
| ------------------- | ------ | ---------------------- | ------- | ------- |
| FK Neftchy Farg'ona | 4-5    | Yelimay Semipalatinsk  | 3-1     | 1-4     |
| Seeb                | 0-4    | Al-Salmiya             | 0-0     | 0-4     |
| Al-Shabab           | 2-2    | Al-Ansar               | 2-1     | 0-1     |
| Kopetdag Asgabat    | 6-2    | Kant-Oil Kant          | 6-0     | 0-2     |
| Al-Zawraa           | 5-2    | Al-Wihdat              | 3-1     | 2-1     |
| Al-Arabi            | (w/o)1 | Campione di Bahrain    | {{{6}}} | {{{7}}} |
| Al-Nasr             | bye    | Campione di Palestina  | {{{6}}} | {{{7}}} |
| Saipa               | bye    | Campione di Tajikistan | {{{6}}} | {{{7}}} |

1 Campione di Bahrain si ritirò prima dell'andata

### Asia Orientale
| Squadra 1            | Totale | Squadra 2        | Andata  | Ritorno |
| -------------------- | ------ | ---------------- | ------- | ------- |
| Mohun Bagan          | 2-2    | Club Valencia    | 2-1     | 0-1     |
| Verdy Kawasaki       | 6-0    | Eastern AA       | 3-0     | 3-0     |
| Pasay City FC        | 17-2   | Tumon Taivon     | 7-0     | 10-2    |
| Persib Bandung       | 2-1    | Bangkok Bank FC  | 2-0     | 0-1     |
| Crescent Textile     | 2-1    | Saunders SC      | 2-1     | (w/o)1  |
| Ilhwa Chunma         | 5-0    | GD Lam Pak       | 5-0     | (w/o)2  |
| Cảng Sài Gòn         | (w/o)3 | Pahang FA        | {{{6}}} | {{{7}}} |
| Thai Farmers Bank FC | bye4   | Campione di Cina | {{{6}}} | {{{7}}} |

1 Saunders SC ritirata prima dell'andata

2 GD Lam Pak ritirata prima dell'andata

3 Cảng Sài Gòn ritirata prima dell'andata

4 I campioni di Cina e  Nord Corea ritirate

## Secondo turno

### Asia Occidentale
| Squadra 1             | Totale | Squadra 2        | Andata | Ritorno |
| --------------------- | ------ | ---------------- | ------ | ------- |
| Saipa                 | 3-3    | Al-Salmiya       | 2-1    | 1-21    |
| Al-Ansar              | 1-6    | Kopetdag Asgabat | 1-1    | 0-5     |
| Al-Zawraa             | 3-4    | Al-Arabi         | 2-1    | 1-3     |
| Yelimay Semipalatinsk | 0-1    | Al-Nasr          | 0-1    | (w/o)2  |

1 Saipa vinse ai rigori?; secondo altre fonti il ritorno finì 2-1

2 Yelimay Semipalatinsk ritirato dopo l'andata

### Asia Orientale
| Squadra 1            | Totale | Squadra 2        | Andata | Ritorno |
| -------------------- | ------ | ---------------- | ------ | ------- |
| Persib Bandung       | 5-2    | Pasay City FC    | 3-1    | 2-1     |
| Pahang FA            | 2-5    | Ilhwa Chunma     | 2-3    | 0-2     |
| Thai Farmers Bank FC | 7-0    | Club Valencia    | 6-0    | 1-0     |
| Verdy Kawasaki       | 9-1    | Crescent Textile | 9-1    | (w/o)1  |

1 Crescent Textile ritirata dopo andata

## Quarti di finale

### Asia Occidentale
| Squadra          | G | V | N | P | GF | GS | DR | Pti |
| ---------------- | - | - | - | - | -- | -- | -- | --- |
| Al-Nasr          | 3 | 2 | 1 | 0 | 3  | 1  | +2 | 7   |
| Saipa            | 3 | 1 | 2 | 0 | 1  | 0  | +1 | 5   |
| Al-Arabi         | 3 | 0 | 2 | 1 | 3  | 4  | −1 | 2   |
| Kopetdag Asgabat | 3 | 0 | 1 | 2 | 2  | 4  | −2 | 1   |

Riyadh, Arabia Saudita.
| 24 novembre 1995 | Saipa            | 1–0 | Kopetdag Asgabat |
| 24 novembre 1995 | Al-Nasr          | 2–1 | Al-Arabi         |
| 26 novembre 1995 | Al-Nasr          | 0–0 | Saipa            |
| 26 novembre 1995 | Kopetdag Asgabat | 2–2 | Al-Arabi         |
| 28 novembre 1995 | Saipa            | 0–0 | Al-Arabi         |
| 28 novembre 1995 | Al-Nasr          | 1–0 | Kopetdag Asgabat |

### Asia Orientale
| Squadra              | G | V | N | P | GF | GS | DR | Pti |
| -------------------- | - | - | - | - | -- | -- | -- | --- |
| Ilhwa Chunma         | 3 | 2 | 1 | 0 | 7  | 3  | +4 | 7   |
| Thai Farmers Bank FC | 3 | 1 | 2 | 0 | 3  | 2  | +1 | 5   |
| Verdy Kawasaki       | 3 | 1 | 1 | 1 | 3  | 3  | 0  | 4   |
| Persib Bandung       | 3 | 0 | 0 | 3 | 5  | 10 | −5 | 0   |

Bandung, Indonesia.
| 26 novembre 1995 | Ilhwa Chunma      | 1–1 | Thai Farmers Bank |
| 26 novembre 1995 | Verdy Kawasaki    | 3–2 | Persib Bandung    |
| 28 novembre 1995 | Persib Bandung    | 2–5 | Ilhwa Chunma      |
| 28 novembre 1995 | Thai Farmers Bank | 0–0 | Verdy Kawasaki    |
| 30 novembre 1995 | Ilhwa Chunma      | 1–0 | Verdy Kawasaki    |
| 30 novembre 1995 | Thai Farmers Bank | 2–1 | Persib Bandung    |

## Semifinali
| Arabia Saudita 27 dicembre 1995 | Ilhwa Chunma | 1 – 0 (dts) | Saipa | Riyadh |

| Arabia Saudita 27 dicembre 1995 | Al-Nasr | 1 – 0 | Thai Farmers Bank FC | Riyadh |

## Finale 3º-4º posto
| Arabia Saudita 29 dicembre 1995 | Thai Farmers Bank FC | 2 – 1 | Saipa | Riyadh |

## Finale
| Arabia Saudita 29 dicembre 1995 | Ilhwa Chunma | 1 – 0 (dts) | Al-Nasr | Riyadh |

## Campioni
| Asian Club Championship 1995 Ilhwa Chunma Primo Titolo |

## Fonti
- RSSSF, su rsssf.com.